# Serratus

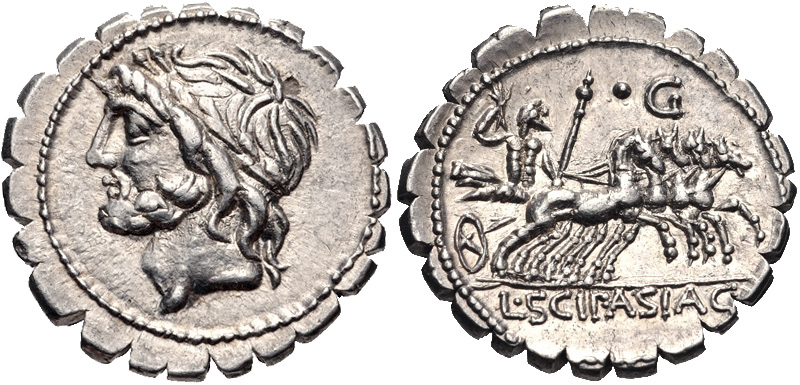
Denar karbowany (106 r. p.n.e.)

Serratus (łac. denarius serratus)  – późnorepublikańska postać srebrnego denara rzymskiego z obrzeżem ząbkowanym.
Serratus (od łac. serra – piła; l.mn. serrati) stanowił jedynie techniczną odmianę podstawowej srebrnej monety Rzymian, uzyskiwaną w trakcie produkcji menniczej poprzez nacinanie krążka poprzedzające bicie stemplem. Rzadkie wczesne egzemplarze datowane są na koniec III wieku p.n.e.; jako częstszy pojawił się ponownie od 118 r. p.n.e. i był emitowany do 49 r. p.n.e.
Praktykę tę wprowadzono najpewniej dla przeciwdziałania oszustwom w produkcji i w rynkowym obiegu srebrnych monet. Według od dawna wysuwanych przypuszczeń miało to zapobiegać przenikaniu na rynek tzw. suberatów – monet okładanych tylko powierzchownie warstwą srebra, zaś wewnątrz zawierających rdzeń z miedzi lub brązu. Nacinanie ukazywało naocznie wykonanie denara z pełnowartościowego kruszcu. Karbowany brzeg monety miał również ograniczać obcinanie krążka i psucie jej ustawowej wagi. Tłumaczy to, dlaczego serraty („karbowańce”) szczególnie chętnie przyjmowano na obszarach barbarzyńskich – np. w Germanii, gdzie krążyło wiele zafałszowanych suberatów.
Poza Rzymem monety karbowane dość szeroko stosowano w mennictwie hellenistycznej monarchii Seleucydów, gdzie znane były od czasów Seleukosa I, choć najwięcej ich emitowali syryjscy władcy w II w. p.n.e. Praktykowano to jednak nie w odniesieniu do monet srebrnych, tylko drobnych nominałów bitych z brązu, a ząbkowany krążek powstawał nie wskutek nacinania pilnikiem, lecz wcześniejszego odlewania go w odpowiednio ukształtowanej formie. 
Do zabiegu tego powrócono w szerszym zastosowaniu dopiero w XVI wieku. Metoda stosowana dość powszechnie do dziś w postaci drobno żłobkowanego rantu (obrzeża) pieniądza bilonowego, uzyskiwanego w wyniku zabiegu zwanego gurtowaniem lub ryflowaniem.